# Mikrokonidium

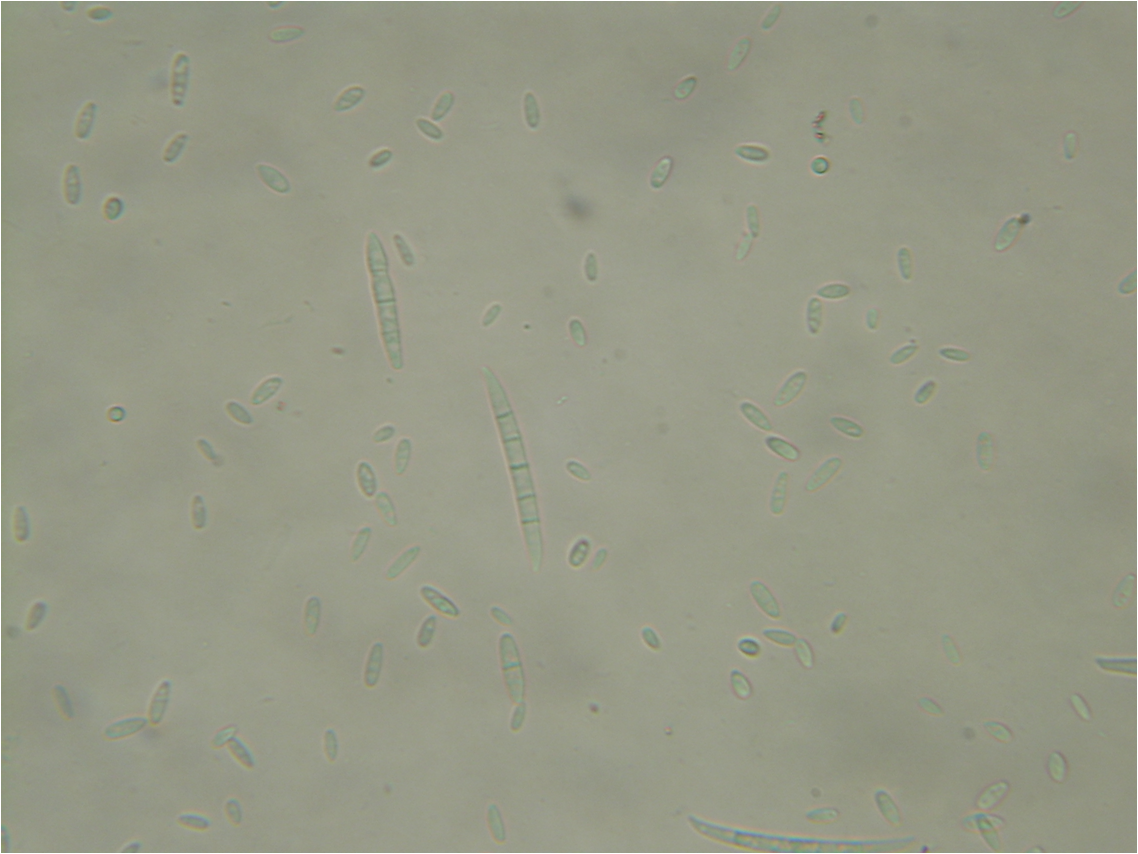
Makrokonidia i mikrokonidia Fusarium sp.

Mikrokonidium (l.mn. mikrokonidia) – rodzaj konidium, czyli powstającego bezpłciowo zarodnika grzybów. Niektóre grzyby, np. w obrębie rodzaju Fusarium wytwarzają dwa rodzaje konidiów, różniące się wielkością i budową: mniejsze mikrokonidia i większe makrokonidia.  Mikrokonidia powstają wyłącznie w grzybni powietrznej, są bez przegród lub mają nieliczne tylko przegrody, kształt kulisty, owalny, eliptyczny lub maczugowaty. Powstają na wierzchołkach fialid pojedynczo, w łańcuchach lub w postaci niby-główek.
Występowanie mikrokonidiów, ich wielkość oraz budowa są ważną cecha przy oznaczaniu niektórych gatunków.